# Angura kei
Angura kei är en japansk musikgenre som är en sorts underground music i likhet med Visual kei, musiken är ofta mörk och kan liknas vid dagens nu-metal. Banden klär sig mest i svarta kläder, nitar och mycket svart smink och en del brukar jamföra bandens utseende med dagens goth-stil. 
Exempel på några av dagens kända Angura kei-band är MUCC, Floppy, Guniw Tools, Metronome, Nookicky